# Discours de fin de mandat de Dwight D. Eisenhower

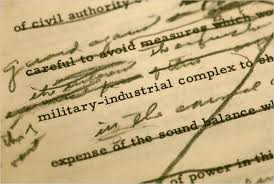
Brouillon annoté du discours.

Le discours de fin de mandat de Dwight D. Eisenhower est une allocution télévisuelle prononcée par le président des États-Unis Dwight D. Eisenhower le 17 janvier 1961, quelques jours avant le terme de son deuxième et dernier mandat. Le président sortant, âgé de soixante-dix ans, y met notamment en garde son pays contre la possible montée en puissance d'un « complexe militaro-industriel », expression que le discours contribue à populariser :

« Dans les assemblées du gouvernement, nous devons donc nous garder de toute influence injustifiée, qu'elle ait ou non été sollicitée, exercée par le complexe militaro-industriel. Le risque d'une désastreuse ascension d'un pouvoir illégitime existe et persistera. Nous ne devons jamais laisser le poids de cette combinaison mettre en danger nos libertés et nos processus démocratiques. Nous ne devrions jamais rien prendre pour argent comptant. Seule une communauté de citoyens prompts à la réaction et bien informés pourra imposer un véritable entrelacement de l'énorme machinerie industrielle et militaire de la défense avec nos méthodes et nos buts pacifiques, de telle sorte que sécurité et liberté puissent prospérer ensemble. »